# Општина Тамашени (Њамц)
Тамашени (рум. Tămăşeni) општина је у Румунији у округу Њамц.
Oпштина се налази на надморској висини од 188 m.